# Zöppkesmarkt

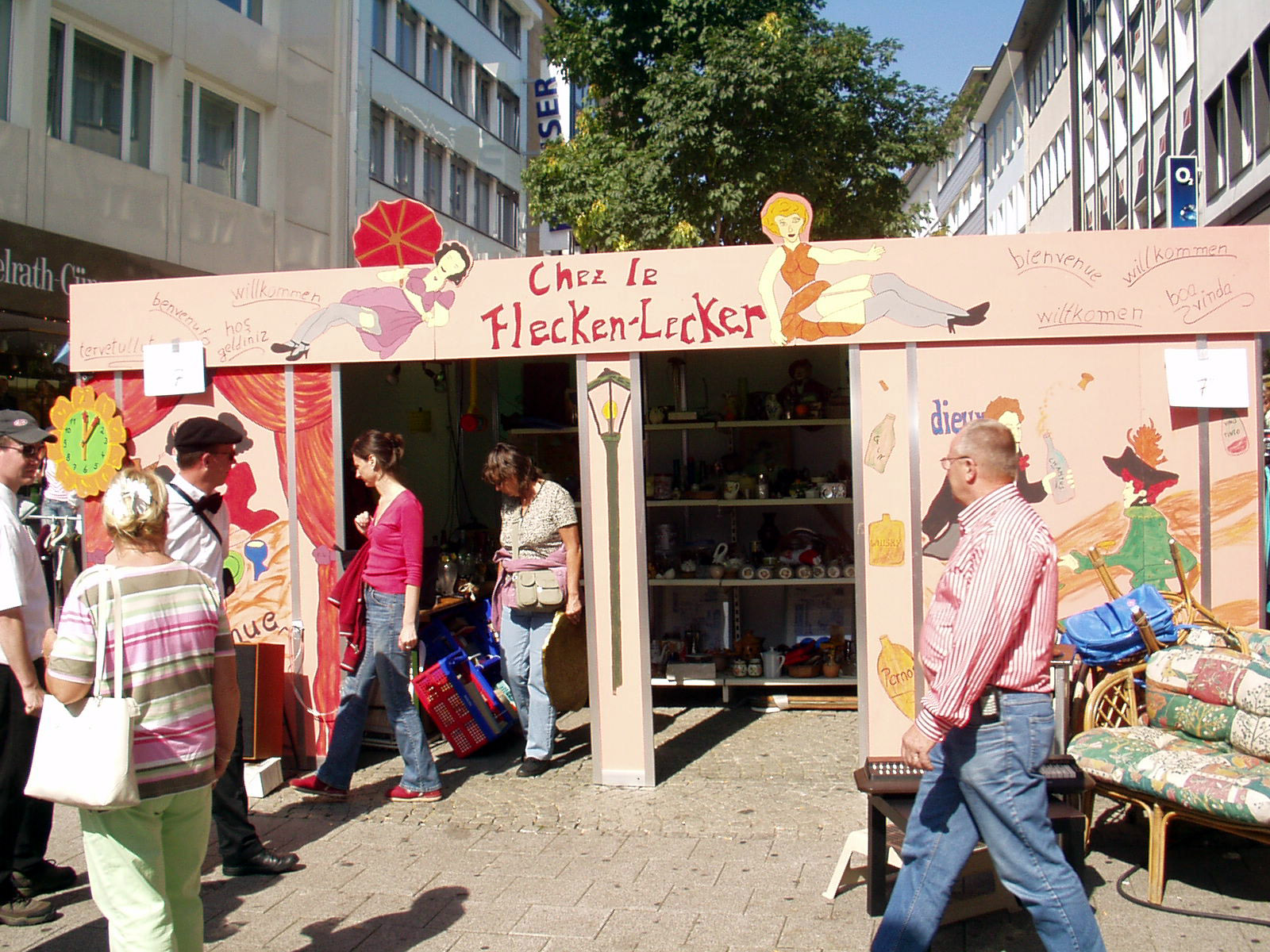
38. Zöppkesmarkt, Untere Hauptstr.

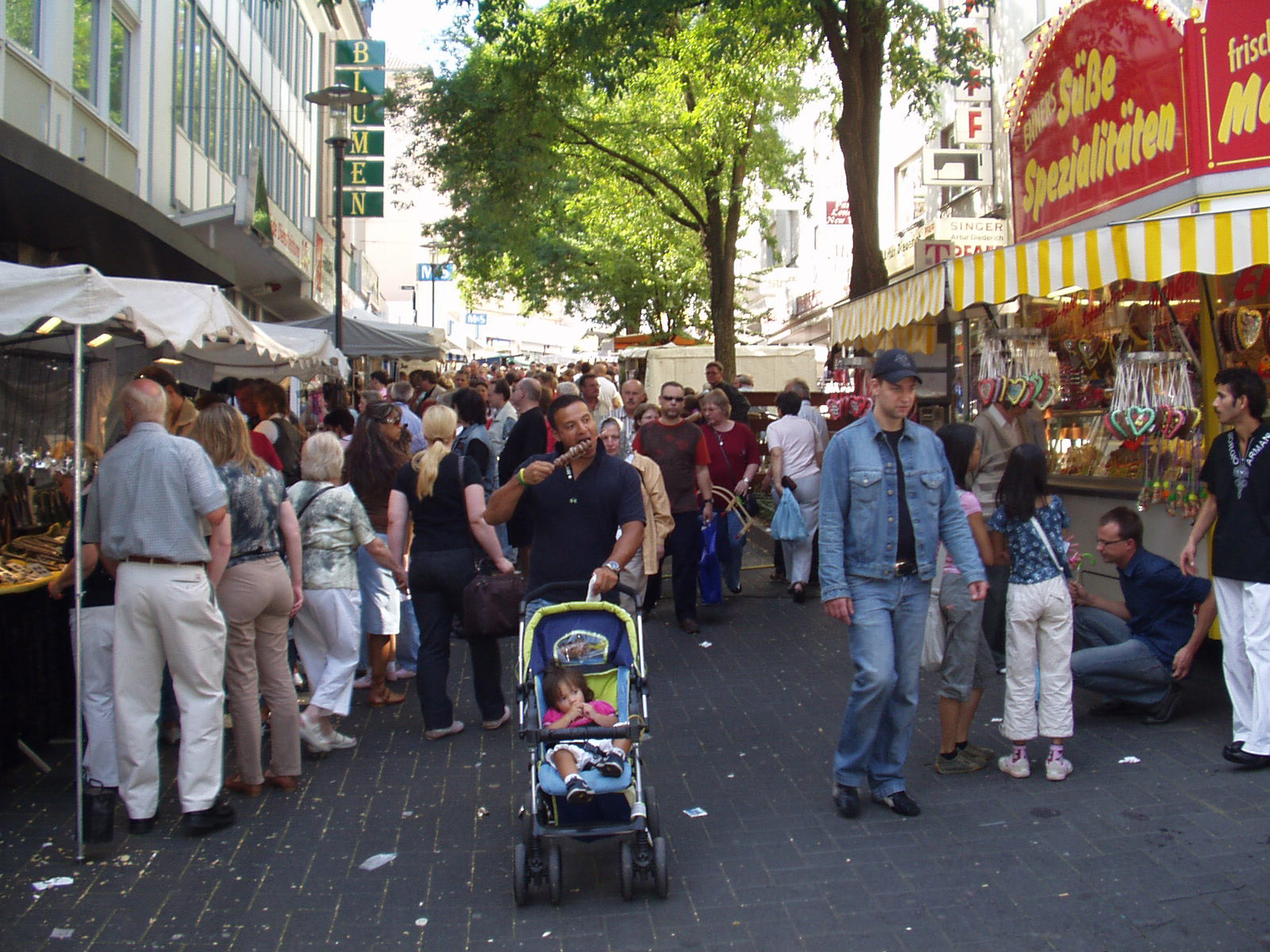
38. Zöppkesmarkt, Blick in die Linkgasse

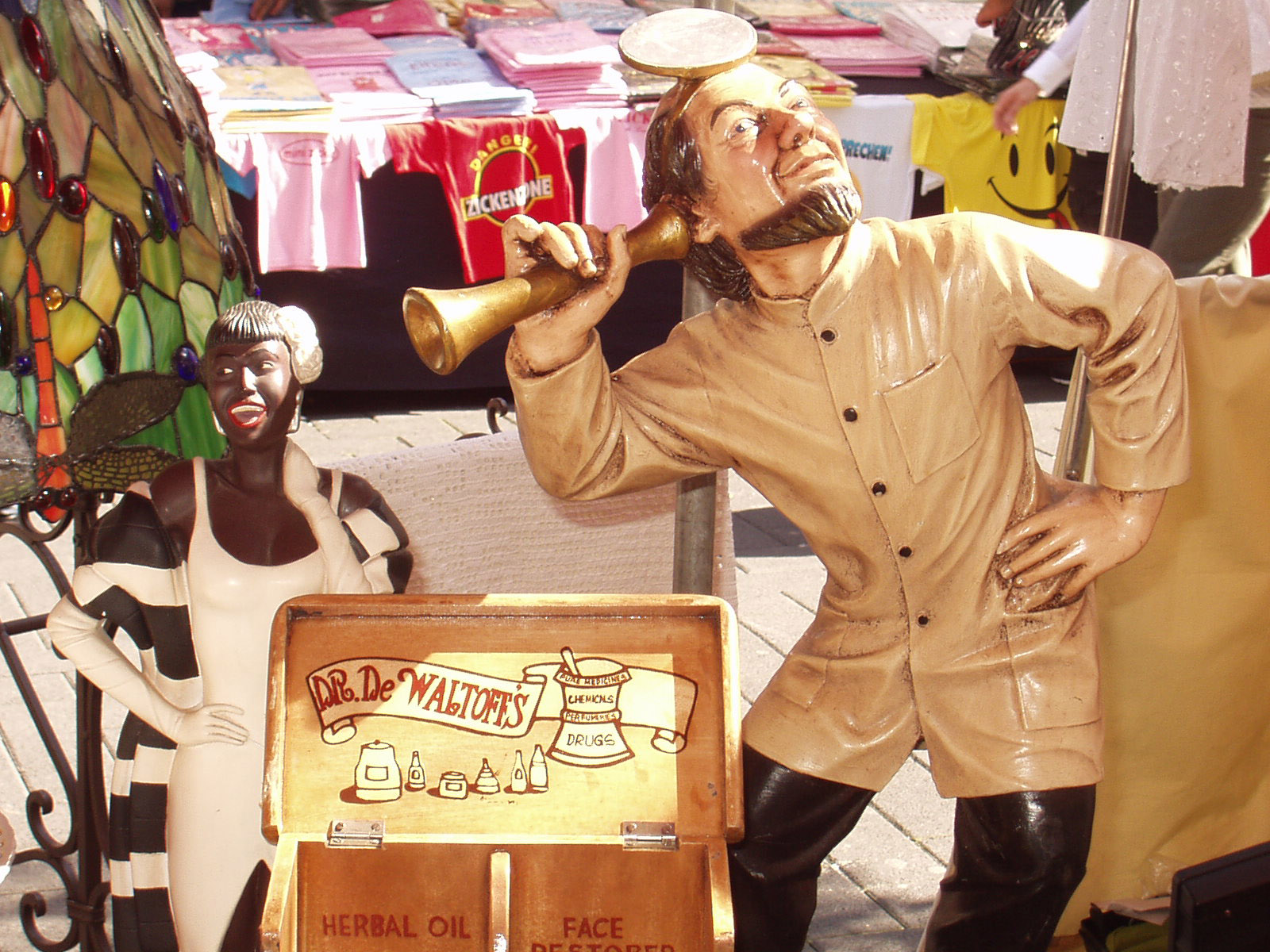
38. Zöppkesmarkt, Standdetail

Der Zöppkesmarkt ist ein seit 1969 jährlich in Solingen stattfindender Flohmarkt.
Ursprünglich wurde der Markt vom Solinger Unternehmer Karl-Ernst Evertz als Alternative zum klassischen Jahrmarkt initiiert.
Seinen Namen verdankt der Zöppkesmarkt dem einfachen Schälmesser, welches auf Solinger Platt „Zöppken“ genannt wird und lange Zeit neben weiteren stadttypischen Stahlwaren auf diesem Markt verkauft wurde und teilweise heute noch wird.

## Der Markt
Der Zöppkesmarkt ist weit über die Grenzen der Klingenstadt hinaus bekannt und hat sich zu einem der größten Straßentrödelmärkte in Nordrhein-Westfalen entwickelt. Der Hauptteil der Stände wird u. a. von Vereinen, Schulen, freundschaftlichen Standgemeinschaften und Kindern gestellt. Traditionelle Stände locken ihre Kundschaft mit Modeschauen, Theater und Kabarett an, um den dabei vorgeführten Trödel zu verkaufen und gleichzeitig um den Ehrenpreis für den originellsten Stand zu buhlen. Auch die über das Solinger Tageblatt für den Zöppkesmarkt gewählte Miss Zöpfchen tritt dort auf und verleiht Preise für die schönsten und besten Stände.
Im Jahr 2013 bekam der Markt ein neues Management, das dem Markt den Charme von damals wieder einhauchen wollte. 
Der Zöppkesmarkt ist jedes Jahr am zweiten Septemberwochenende (Freitag bis Montag) in der Fußgängerzone der Solinger Innenstadt zu finden.